# 668

## Починали
- Кубрат, български кан
- 15 септември – Констант II, византийски император